# Fright Night
Fright Night är det finska power metal-bandet Stratovarius debutalbum, utgivet i maj 1989 på CBS Records. Skivan producerades av bandet och är basisten Jyrki Lentonens enda med gruppen.
Två singlar släpptes: "Black Night" och "Future Shock". Till den senare spelades även en musikvideo in.

## Låtlista
1. "Future Shock" – 4:35
2. "False Messiah" – 5:20
3. "Black Night" – 3:43
4. "Witch-Hunt" – 3:22
5. "Fire Dance" (instrumental) – 2:20
6. "Fright Night" – 8:13
7. "Night Screamer" – 4:48
8. "Darkness" – 6:57
9. "Goodbye" (instrumental) – 1:12

## Medverkande
Musiker
- Timo Tolkki – sång, gitarr
- Jyrki Lentonen – basgitarr
- Antti Ikonen – keyboard
- Tuomo Lassila – trummor

Produktion
- Timo Tolkki, Stratovarius – producent
- Make Törrönen – inspelningstekniker
- Mika Jussila – mastering
- Patrick Woodroffe – omslagskonst
- Susanne Nokelainen – bandlogotyp